# Jiří František Chaloupecký
Jiří František Chaloupecký (28. února 1890 Dolní Počernice – 10. dubna 1922 Praha) byl sociální demokrat, železničář, zakladatel levicové Federace dělnických tělovýchovných jednot a iniciátor Maninské spartakiády. Kromě jím vymyšleného názvu „spartakiáda“ byl i autorem pozdravu „Práci čest“.

## Životopis
Pocházel z rodiny železničního zřízence a na železnici byl později také zaměstnán. Při zaměstnání vystudoval a roku 1914 složil maturitní zkoušku. Zajímalo ho esperanto a v roce 1911 založil při sociální demokracii Dělnické hnutí esperantské. Do esperanta přeložil Internacionálu. Později se stal aktivním funkcionářem železničních odborů. Před vypuknutím I. světové války založil monistický svaz a Svaz proletářských bezvěrců. Zapojil se do dělnické tělocvičné jednoty, od té se ale v roce 1921 odtrhnul.

## Po válce
V roce 1920 došlo k roztržce uvnitř Svazu dělnických tělovýchovných jednot. Levicově smýšlející část jednot se odtrhla a 8. května 1921 v Národním domě na Vinohradech vytvořila Federaci dělnických tělovýchovných jednot (FDTJ). Chaloupecký, který název Federace navrhl, se stal jejím místopředsedou i inicioval zorganizování I. dělnické spartakiády na Maninách. Byl v té době velmi aktivní v tisku, dokázal burcovat dělnictvo a spartakiáda za účasti 100 000 diváků a desítek tisíc cvičenců byla v létě 1921 na Maninách uspořádána.

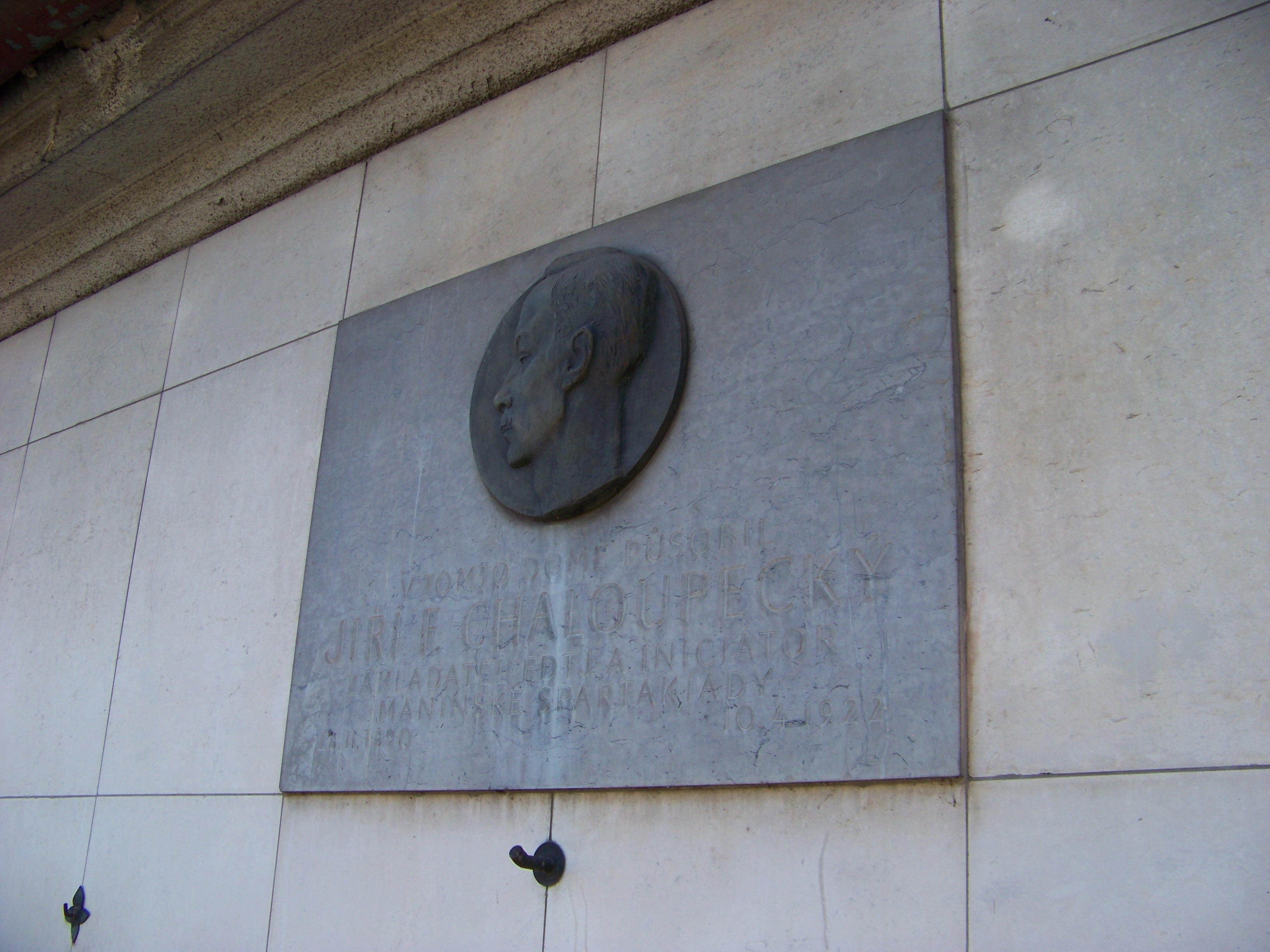
Pamětní deska Jiřího F. Chaloupeckého v Dolních Počernicích

Pracoval až do svého skonu na Ředitelství státních drah v Praze. Zemřel na tuberkulózu dne 10. dubna 1922 v nemocnici u Milosrdných bratří v Praze ve věku 32 let a jeho pohřeb se stal dělnickou a komunistickou manifestací. Dva dny po smrti mu byly doručeny poukazy na léčení u moře. 

## Publikační činnost
Stal se prvním redaktorem časopisu Výboj, jenž patřil FDTJ a byl řízen jejím ústředím. Byl zakladatelem a redaktorem edice „Ilustrované přednášky pro samouky“.
Napsal několik nevelkých brožur:
- Bedřich Engels – život a dílo
- Jak se vzdělávat bez učitele
- Co je hmota
- Koloběh sil a hmot v živém těle
- Řečnická technika (pod pseudonymem Ant. Knoblocht) [5]